# Семиріч'є (Кугарчинський район)
Семирі́ч'є (рос. Семиречье, башк. Семиречье) — хутір у складі Кугарчинського району Башкортостану, Росія. Входить до складу Кугарчинської сільської ради.
До 10 вересня 2007 року називався хутір Давлеткулово.
Населення — 90 осіб (2010; 107 в 2002).
Національний склад:
- чуваші — 76%